# Vallinfreda
Vallinfreda és un comune (municipi) de la ciutat metropolitana de Roma, a la regió italiana del Laci, situat uns 45 km al nord-est de Roma. L'1 de gener de 2018 tenia 291 habitants.
Vallinfreda limita amb els municipis de Cineto Romano, Oricola, Orvinio, Percile, Riofreddo i Vivaro Romano.